# جلاجل
جلاجل، هي مركز (فئة أ) في محافظة المجمعة في منطقة الرياض في المملكة العربية السعودية.
مدينة جلاجل شهدت تطوراً واسعاً وسريعاً في جميع نواحي الحياة فبعد أن كانت الكتلة العمرانية للمدينة تصل عام 1393هـ إلى (12هك) أصبحت الكتلة العمرانية للمدينة عام 1427هـ (1500هك)، وقد شمل هذا التطور جميع نواحي الخدمات وخاصة خدمات التعليم، الصحة، البلدية، والدينية. تعتبر مدينة جلاجل ثاني مدينة صحية في المملكة والخامسة خارج الاتحاد الأوروبي.

## تاريخ المدينة
جاء اسم جلاجل من جلجلة الماء وهو خرير الماء وتحركه بين صخور الأودية، تعد جلاجل من اقوى بلاد سدير في القرن الحادي عشر. اشتهرت جلاجل بكثرة النخيل وانتاج كميات كبيرة من التمور.
امراء بلدة جلاجل هم أسرة آل سويد من البدارين الدواسر ومنهم:
1. الاميرة شريفه بنت علي السويّد والدة الاميرة حصة الأحمد السديري زوجة الملك عبد العزيز والدة الملك سلمان بن عبد العزيز آل سعود والسديريون السبعة [6]
2. أمير سدير وجلاجل محمد بن عبد الله بن إبراهيم بن سليمان بن حماد بن عامر آل بن خميس الدوسري، ت 1158هـ، من 1123هـ إلى 1158هـ.[7]
3. أمير جلاجل وسدير سويد بن محمد بن عبد الله بن إبراهيم بن سليمان بن حماد بن عامر آل بن خميس الدوسري، من آل عامر من البدارين من الدواسر من أهل جلاجل ومقره جلاجل، وتوفي في الدرعية. وتولى الإمارة بعد أبيه من سنة 1158هـ إلى سنة 1191هـ.[7]
4. أمير بلدان سدير وجلاجل هو سويد بن علي بن سويد بن محمد بن عبد الله بن إبراهيم بن سليمان بن حماد بن عامر آل ابن خميس الدوسري، سنة 1236هـ ومقره جلاجل من آل عامر من البدارين من الدواسر.[7]

## الآثار
- قصر سويد بن علي، وهو عبارة عن قصر كبير من دورين. ويمتاز بجدرانه العريضة وكثرة نوافذه، ويشبه في تصميم مداخله قصر هشام بن عبد الملك في أريحا في فلسطين. وبجواره بقايا من مبنى الإمارة الذي بناه الإمام فيصل بن تركي.[3]
- قصر الإمارة: وقد بني هذا القصر على أنقاض قصر بناه الإمام فيصل بن تركي، وقد سقط هذا القصر إثر سيول جارفة، وما زال وقف الماء التابع للقصر موجوداً، وهو الذي أوقفته الأميرة حصة السديري والدة خادم الحرمين الشريفين الملك فهد بن عبد العزيز رحمه الله.[3]
- الجامع القديم هو الذي بناه الإمام فيصل بن تركي واعيد بناءه حديثا.[3]
- المرقب ويقع في الجهة الشرقية من المدينة.[3]
- مسجد عيسى بن عبدالرحمن بن عبيد تأسس عام ١١٥٠ للهجرة وبني على نفقة سلمى بنت ابراهيم بن سليمان بن عامر ال بن خميس رحمها الله